# Ribosomi
Ribosom je substanična čestica koja se nalazi u osnovnoj tvari stanice. Sastoji se od bjelančevina i rRNK-a, a služi prevođenju genetske upute koja dolazi u obliku glasničkog RNK-a (mRNK) u polipeptidni lanac (npr. bjelančevinu). Na njima se odvija sinteza proteina koje grade aminokiseline koje dovode transportnog ili tRNK-a. Kako nastaju po DNA-u, proteini su jedinstveni za svako živo biće. Ribosomi se sastoje od dvije podjedinice: velike i male. Kod eukariota su 80'S (Svedberg, sedimentacijski koeficijent, 1S= 10¯¹³s), osim u mitohondriju i kloroplastu 70'S zbog njihovog evolucijskog nastanka. Kod prokariota su 70'S. 
U prostoru koji zatvaraju mala i velika podjedinica zbiva se biosinteza bjelančevina.Genski kod koji je zapisan u molekuli glasničkog RNK-a (mRNK) čita se na manjoj podjedinici. Aktivno mjesto na većoj podjedinici izgrađeno je isključivo od rRNK-a. Katalizira nastanak peptidne veze među aminokiselinama, zbog čega je ribosom zapravo ribozim. Unutar citoplazme skupina ribosoma koji su vezani na jednu molekulu mRNK-a čini polisom (poliribosom).
Život bi bez ribosoma bio nemoguć. Veliki su dvadesetak nm. Neki su vezani za endoplazmatski retikulum (koji se zato zove hrapavi ili rER: rough endoplasmic reticulum) i sinetiziraju proteine koji se uglavnom ugrađuju u staničnu membranu, a neki slobodno plivaju u citoplazmi i sintetiziraju proteine koji odlaze izvan stanice.
Prokariotski i eukariotski ribosomi razlikuju se. Prokarioti (bakterije, modrozelene alge) imaju jednostavnije građene ribosome od eukariotskih kromosoma. Ali, ribosomi organela (mitohondrij, kloroplast) eukariotskih organizama prokariotske su vrste.
Prostorna građa prokariotskih ribosoma sve do nedavne prošlosti bila je tajna znanstvenoj zajednici. Za odgonetanje te tajne zaslužan je hrvatski biolog Nenad Ban sa suradnicima sa Sveučilišta Yale u New Havenu koji su 2000. riješili taj problem: velika podjedinica prokariotskog ribosoma sadrži 34 bjelančevine i dvije molekule rRNK-a, a mala podjedinici 21 bjelančevinu i jednu molekulu rRNK-a.